# Monte Haddington
El monte Haddington es un volcán de 1.630 metros de altura formado en el Mioceno y que se encuentra en la isla James Ross en la Antártida. Tiene 60 km de ancho y ha tenido numerosas erupciones subglaciales durante su historia, formando muchas tuyas. Algunas de sus erupciones son más voluminosas de lo que es habitual. En la zona se encuentran diferentes líneas de costa fruto de antiguas erupciones y que forman profundos y erosionados flancos. 
Fue descubierto por la expedición de James Clark Ross el 31 de diciembre de 1842. Clark le dio el nombre en homenaje al Conde de Haddington, primer lord del Almirantazgo Británico.